# Mademoiselle de Sombreuil
'Mademoiselle de Sombreuil' est un cultivar de rose ancienne obtenu en 1850 par le rosiériste français Robert, à l'époque chef-jardinier de Vibert. Il rend hommage à Marie-Maurille de Sombreuil (1768-1823), jeune aristocrate héroïne sous la Terreur, en septembre 1792. Cette rose est rarement cultivée aujourd'hui et présente surtout dans les régions à climat doux de France, d'Italie, des États-Unis ou d'Australie.

## Description
Ce rosier thé montre de très grandes fleurs blanches ou blanc crème, parfois nuancées de rose, à l'aspect chiffonné, très doubles et pleines (17-25 pétales) en quartiers. Elles fleurissent en bouquets tout au long de la saison.
Son buisson au feuillage dense et brillant et au port compact se dresse normalement jusqu'à 125 cm. Il peut aussi être conduit en petit grimpant.
Sa zone de rusticité est de 7b à 10a. Son pied doit être protégé par hiver froid.
Cette rose est issue d'un semis de 'Gigantesque' (Hardy 1834). On peut l'admirer notamment à la roseraie du Val-de-Marne à L'Haÿ-les-Roses.
Anton Tchekhov l'avait fait planter dans le jardin de sa villa de Yalta en Crimée.

## Descendance
Elle a donné naissance par croisement avec 'Jules Margottin' à l'hybride remontant 'Madame Lacharme' (Lacharme 1872), par croisement avec Rosa rugosa à 'Madame Georges Bruant' (Bruant 1887) et par croisement avec 'Madame Caroline Testout' à 'Mrs Robert Garrett' (Cook 1900).